# Улица Раменки
У́лица Ра́менки — улица, расположенная в Западном административном округе города Москвы на территории района Раменки и на его границе с районом Проспект Вернадского.

## История
Улица получила своё название 12 февраля 1987 года взамен упразднённых в результате реконструкции 1—4-й улиц Раменки, носивших это название с 1968 года по существовавшей здесь прежде деревне Раменки, которая в 1956 году была преобразована в рабочий посёлок, спустя два года вошедший в черту Москвы.

## Расположение
Улица Раменки проходит от Мичуринского проспекта на юго-восток, поворачивает на юго-запад и проходит почти параллельно Мичуринскому проспекту, пересекает реку Раменку и проходит до улицы Удальцова. По участку улицы от реки Раменки до улицы Удальцова проходит граница между районами Проспект Вернадского и Раменки. Нумерация домов начинается от Мичуринского проспекта.

## Примечательные здания и сооружения
- д. 2 — Храм-часовня Покрова Пресвятой Богородицы в Раменках

## Транспорт

### Автобусы
По всей улице проходят автобусы 325, 661, 715.

### Метро
- Станция метро «Раменки» — у северо-восточного конца улицы, в месте примыкания к Мичуринскому проспекту Винницкой улицы;
- Станции метро «Мичуринский проспект» Солнцевской линии и «Мичуринский проспект» Большой кольцевой линии (соединены переходом) — у юго-западного конца улицы, в месте примыкания к Мичуринскому проспекту улицы Удальцова.